# Tipula (Vestiplex) virgatula
Tipula (Vestiplex) virgatula is een tweevleugelige uit de familie langpootmuggen (Tipulidae). De soort komt voor in het Palearctisch gebied.